# Мацейовець
Мацейовець (пол. Maciejowiec) — село в Польщі, у гміні Любомеж Львувецького повіту Нижньосілезького воєводства.
Населення — 152 особи (2011).
У 1975-1998 роках село належало до Єленьоґурського воєводства.

## Демографія
Демографічна структура станом на 31 березня 2011 року:
|          | Загалом | Допрацездатний вік | Працездатний вік | Постпрацездатний вік |
| -------- | ------- | ------------------ | ---------------- | -------------------- |
| Чоловіки | 80      | 17                 | 58               | 5                    |
| Жінки    | 72      | 13                 | 46               | 13                   |
| Разом    | 152     | 30                 | 104              | 18                   |